# عبدلمامبتوو (شهرستان آبزلیلوفسکی، باشقیرستان)
عبدلمامبتوو (به لاتین: Abdulmambetovo) یک منطقهٔ مسکونی در روسیه است که در باشقیرستان واقع شده‌است.